# 용토수

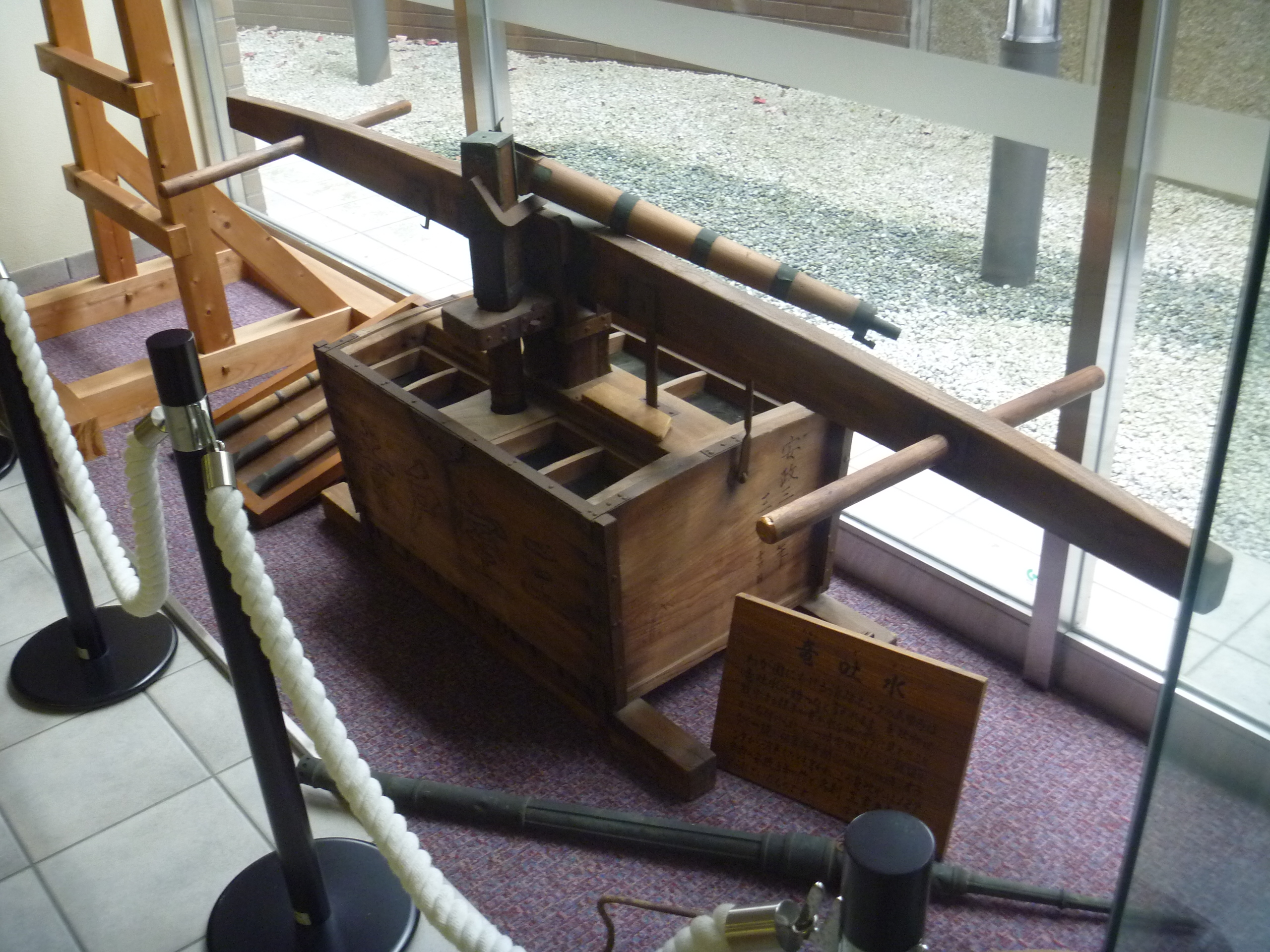

용토수(일본어: 竜吐水 류도스이[*])란 에도 시대부터 메이지 시대까지 사용된 소화도구다. 용이 물을 토하는 것처럼 보인다고 용토수라고 불렀다.
18세기 중엽인 메이와 원년(1764년)에 에도막부가 정(町)마다 보급한 펌프식 살수기다. 운용양태는 현대의 소방차와 크게 다르지 않지만, 출력이 부족해 화재시 지붕 위에 물을 뿌려 연소방지를 하는 정도의 소화능력밖에 갖지 못했다. 자신번옥에 상비되어 있었다. 목재로 되어 있어 외관은 상자 또는 가마와 비슷하게 생겼다.